# Un cigarrillo
«Un cigarrillo» es una canción de reguetón del cantante puertorriqueño Chencho Corleone. Fue lanzado el 4 de mayo de 2023 a través de Sony Music Latin, como el primer sencillo de su álbum de estudio debut, Solo (2024). Es la primera canción que Corleone interpreta en solitario en sus varios años de trayectoria.

## Antecedentes y lanzamiento
Luego de varios años formando parte del dúo Plan B, Chencho inició una carrera como solista independiente en 2018, realizando colaboraciones con diferentes artistas. El 3 de mayo de 2023 anunció finalmente que firmó un acuerdo global con la discográfica Sony Music Latin, además del lanzamiento de «Un cigarrillo», su primer sencillo con la compañía. La canción se estrenó al día siguiente, el 4 de mayo de 2023.

## Video musical
El video musical fue estrenado en el canal oficial de YouTube de Chencho Corleone el mismo día de la publicación del sencillo, el 4 de mayo de 2023. El video fue dirigido por Jessy Terrero y muestra a Chencho Corleone interpretando la canción en un restaurante.

## Desempeño comercial
En Estados Unidos, «Un cigarrillo» debutó con el número 13 en el Latin Rhythm Airplay y con el número 38 en el Latin Airplay, mientras que en su segunda semana consiguió su pico de 10 en el Latin Rhythm Airplay y de 30 en el Latin Airplay. En cuanto a países de América Latina, alcanzó el número uno en México y República Dominicana y además se incluyó dentro del top cinco en listas de Perú y Puerto Rico y dentro del top diez en Honduras y México. En España permaneció en el puesto número 70 durante una semana.

## Posicionamiento en listas
| Lista (2023)                          | Mejor posición |
| ------------------------------------- | -------------- |
| Estados Unidos (Hot Latin Songs)      | 47             |
| Estados Unidos (Latin Airplay)        | 30             |
| Estados Unidos Latin Rhythm Airplay)  | 10             |
| España (Top 100 Canciones)            | 70             |
| Honduras (Monitor Latino)             | 8              |
| México (Monitor Latino)               | 1              |
| Perú (Monitor Latino)                 | 4              |
| Puerto Rico (Monitor Latino)          | 4              |
| República Dominicana (Monitor Latino) | 1              |